# Harriet Hoctor
Harriet Hoctor (25 de septiembre de 1905 – 9 de junio de 1977) fue una bailarina y actriz estadounidense.

## Familia
Nacida en Hoosick Falls, Estado de Nueva York, sus padres eran Timothy Hoctor y Elizabeth Kearny. Tenía tres hermanos; Martin Francis ("Frank"), John y Eloise. Harriet Hoctor nunca se casó.

## Joven bailarina
A los doce años de edad fue enviada a la ciudad de Nueva York y puesta bajo tutela del profesor de ballet Louis H. Chalif, de la Normal School of Dancing. En 1930 Hoctor residía en Manhattan. Con dieciséis años, viajaba representando vodevil junto a las Duncan Sisters. Se juntó con ellas para trabajar en el show Topsy and Eva, presentado en Broadway. Hoctor actuaba en un ballet y Florenz Ziegfeld le ofreció hacer una prueba para intervenir en su producción del musical Los Tres Mosqueteros (1928). En 1929 tuvo la oportunidad de bailar en el musical Un americano en París (Gershwin), de George Gershwin.

## Carrera teatral
Actuó en la revista Vanities de Earl Carroll en 1932, tras un año trabajando en Inglaterra, congraciándose con el público del Hippodrome, en Londres. A petición de Ziegfeld no firmó contrato para permanecer fuera de los Estados Unidos. Estando fuera del país posó para el escultor Jacob Epstein y para Olive Snell. De vuelta a los Estados Unidos, Hoctor actuó junto a cómicos como Jack Benny y George Jessel.

## Cine
A finales de la década de 1930, actuó como bailarina en varias películas de Hollywood. Intervino como ella misma en The Great Ziegfeld (1936), Shall We Dance (Ritmo loco) (1937), y en la revista del teatro Casa Mañana de Billy Rose  (1938). En 'Shall We Dance actuaban Fred Astaire, Ginger Rogers, y Edward Everett Horton. Hoctor se unió a Billy Rose Productions en 1940, bailando y coreografiando en el club de Rose, The Diamond Horseshoe.

## Profesora
Hoctor abrió su propia escuela de danza en Boston, Massachusetts, en 1945, y continuó enseñando en dicha ciudad hasta su retiro en 1974. Muchos de sus estudiantes consiguieron carreras de éxito.

## Fallecimiento
Harriet Hoctor falleció en el Condado de Arlington, Virginia, en el Hospital Northern Virginia Doctor, en 1977. Fue enterrada en el cementerio St. Mary en Hoosick Falls.